# Sadri Usuoğlu
Sadri Usuoğlu, né le 23 janvier 1908, à Bassora, en Irak et décédé en 1987, à Istanbul, en Turquie, est un ancien joueur de basket-ball, qui fut également joueur et entraîneur de football turc.